# 921 a.C.
921 a.C. foi o ano do calendário gregoriano que precedeu 923 a.C. e sucedeu 920 a.C..